# バフォメット

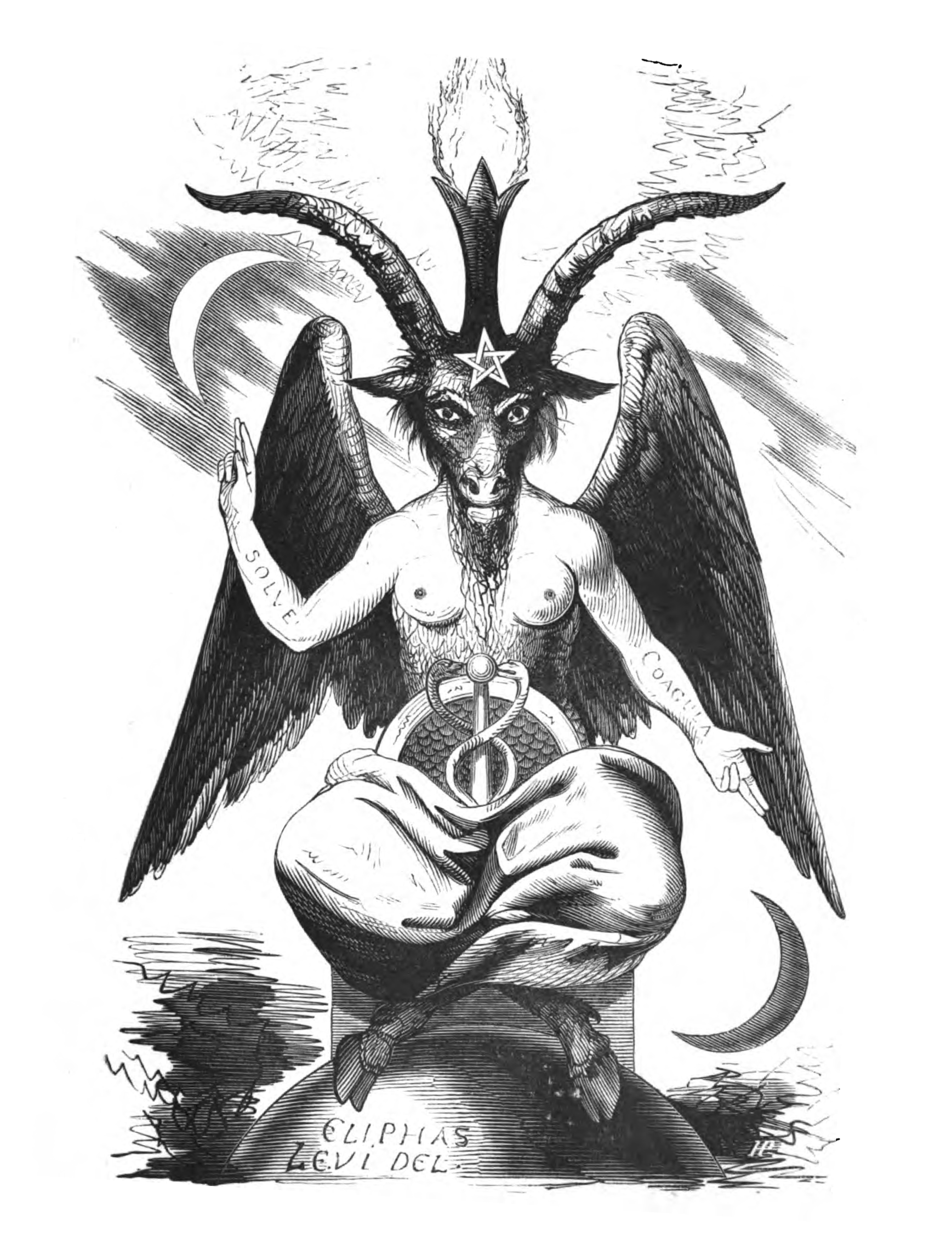
エリファス・レヴィが1856年の『高等魔術の教理と儀式』において描いたバフォメットの絵。腕にはラテン語で SOLVE（溶解）およびCOAGULA（凝固）とある。

バフォメット（英：Baphomet）は、元々はテンプル騎士団がこれを崇拝しているとして告発された神であり、その後様々なオカルトや西洋神秘主義の伝承に取り込まれるようになった。「バフォメット」の名前は、1307年におけるテンプル騎士団に対する異端審問の裁判記録に登場している。英国でこの言葉が初めて一般的に使用されるようになったのは、19世紀にテンプル騎士団に対する弾圧の背景に関して様々な論争や憶測が為されていた時期であった。バフォメットはオカルトや神秘主義においては均衡の象徴であり、神あるいは悪魔とされることがあるが、一部のオカルト主義者らはその起源をグノーシス主義やテンプル騎士団と結び付けようと試みたこともある。バフォメットのイメージは、1856年にエリファス・レヴィの描いた「メンデスのバフォメット」の絵による影響が強いが、レヴィはこれを人と獣、男と女、善と悪などという二元対立の均衡の象徴として描いており、レヴィの意図は完全な社会秩序の目標をバフォメットの姿に表象させることにあった。

## 由来
1098年7月にアンティオキア攻囲戦についてフランス出身の十字軍戦士リブモンのアンセルムが寄せた手紙の中に、「バフォメット」の名が登場している。
| Sequenti die aurora apparente, altis vocibus Baphometh invocaverunt; et nos Deum nostrum in cordibus nostris deprecantes, impetum facientes in eos, de muris civitatis omnes expulimus. | 夜が明けると、彼ら（アンティオキアの住人たち）は大声でバフォメットを叫びました。我々は心の中で静かに神に祈った後、彼らを攻め立て全員城壁の外に追い出しました。 |

第1回十字軍の記録者であったアギレールのレイモンは、トルバドゥールらは Bafomet という言葉をムハンマドを指すものとして、Bafumaria という言葉をモスクを指すものとしてそれぞれ使用していたと報告している。その後 Bafometz の名前は1195年ごろの吟遊詩人ガヴォダンによるプロヴァンス語詩『Senhors, per los nostres peccatz』に登場している。第7回十字軍の敗北を嘆くAustorc d'Aorlhacによる1250年ごろのプロバンス語詩では、再びムハンマドを指すものとして Bafomet の言葉が使用されている。また、De Bafomet は、ラモン・リュイの最古の著作として知られる『Libre de la doctrina pueril』のオック語訳版の現存する4章のうちの1つの章題になっている。
バフォメットは中世欧州のテンプル騎士団によって神として崇拝されていたと伝えられている。1307年10月、フランス王フィリップ4世はフランス国内のテンプル騎士団員を逮捕したうえで、拷問を施して自白を強要した。同年のテンプル騎士団に対する異端審問の裁判記録には、バフォメットの名前が登場している。テンプル騎士団に対しては、異端、同性愛、十字架への放尿や吐唾、ソドミー行為などの100以上の容疑がかけられていたが、これらはカタリ派やその他のフィリップへの敵対者にかけられていたそれと同様であったため、ほとんどは疑わしいものであった。またフィリップはかつて教皇ボニファティウス8世を捕らえ、同様の容疑で訴追したこともあった（アナーニ事件）。一方これらについてマルコム・バーバーは「（歴史家が）これほどの巨大な事件が完全に捏造に基づいていると受け入れるのは難しい」と見解を示している。ショーン・マーティンは「シノンの羊皮紙の示唆するところによれば、実際にテンプル騎士団は十字架に唾をかけるなどの行為をしていた」と述べており、これらの行為は十字軍戦士がイスラム教徒に捕えられた際に受けるであろう屈辱や拷問をシミュレートすることを目的としていて、そこではいかに「感情ではなく理性で」背教行為を犯すかが教えられたのだとしている。それと同様に、マイケル・ハーグはテンプル騎士団の入会の儀の中に、確かにバフォメットへの疑似崇拝行為が含まれていたことを示唆している。
教会の異端審問所が発行した告発状（acte d'accusation）には、次のように記されている。「……どの地域にも彼らは偶像、つまり一つの頭に三つあるいは一つの顔を持つ偶像を有しており、時にそれには人の頭蓋骨が使われていた。……彼らの集会、特に重要な部分においては、彼らはこの偶像を神・救世主として崇拝し、この頭が自分たちを救い、騎士団に富を与え、木々に花を咲かせ、地に植物を芽生えさせるものだとしていた。」
—ジュール・ミシュレ, History of France (1860), page 375.

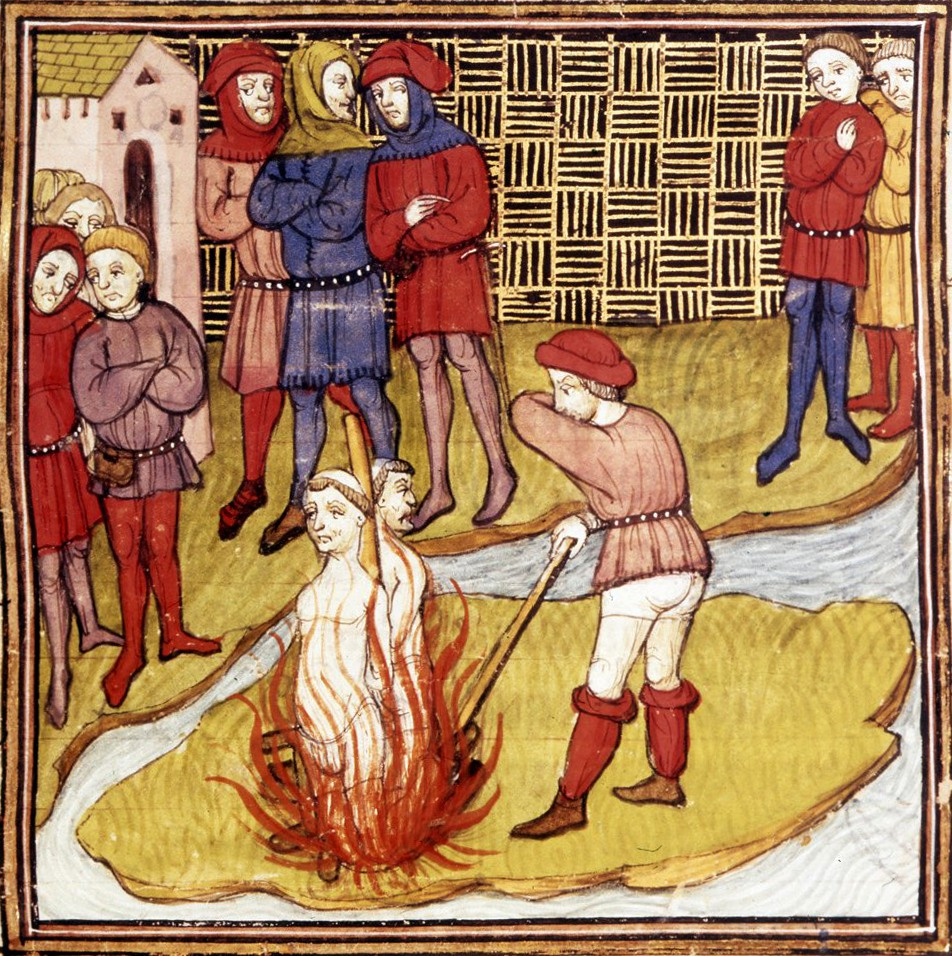
火刑に処される2人のテンプル騎士団員。15世紀フランスの写本より。

バフォメットの名前は、信憑性の計り知れない自白の中にいくつか登場する。ピーター・パートナーは1987年の著書『The Knights Templar and their Myth』にて「テンプル騎士団の裁判における主な罪状のうちの一つは、バフォメット（＝マホメット）として知られる異教の偶像の頭を崇拝したとされることであった。」と述べている。崇拝対象に対する言及の内容は自白ごとに変化しており、ある者は何も知らなかったとした傍ら、拷問を受けた者の自白の内には、それは生首であったり、猫であったり、あるいは3つの顔を持つ頭であったりというような内容が含まれていたこともあった。テンプル騎士団は聖遺物箱の中にいくつかの銀で鍍金された頭を所有しており、capud lviiimと記されたもの、聖エウフェミアと記されたもの、そして騎士団の創始者であるユーグ・ド・パイアンの実物の頭蓋とされるものがあった。バフォメットという名の偶像に対する言及は、テンプル騎士団に対する審問特有のものであった。『テンプル騎士団百科事典』の著者であるカレン・ロールズは「テンプル騎士団憲章にも他の中世のテンプル騎士団に関する文書にも（バフォメットに関する）具体的な証拠が出て来ないこと」は重要であると主張する。
プロバンスの騎士ガゼラン・ド・モンプサンは、上官がバフォメットの形に作られた偶像を見せてくれた、と語った。また、レイモン・ルベイという者は、それはバフォメットの姿が描かれた木製の頭部であった、と説明したうえで、「彼はその足に接吻したり、『Yalla』と叫んだりしてそれを崇拝していた」とした。彼が言うにはこれは「verbum Saracenorum」つまりアラビア語から採られているという。フィレンツェの或るテンプル騎士団員は、ある団員が別の団員に偶像を見せながら「この頭を崇拝せよ。これはお前の神であり、お前のマホメットである。」と言った、と言明した。—トーマス・ライト, The Worship of the Generative Powers (1865), page 138.

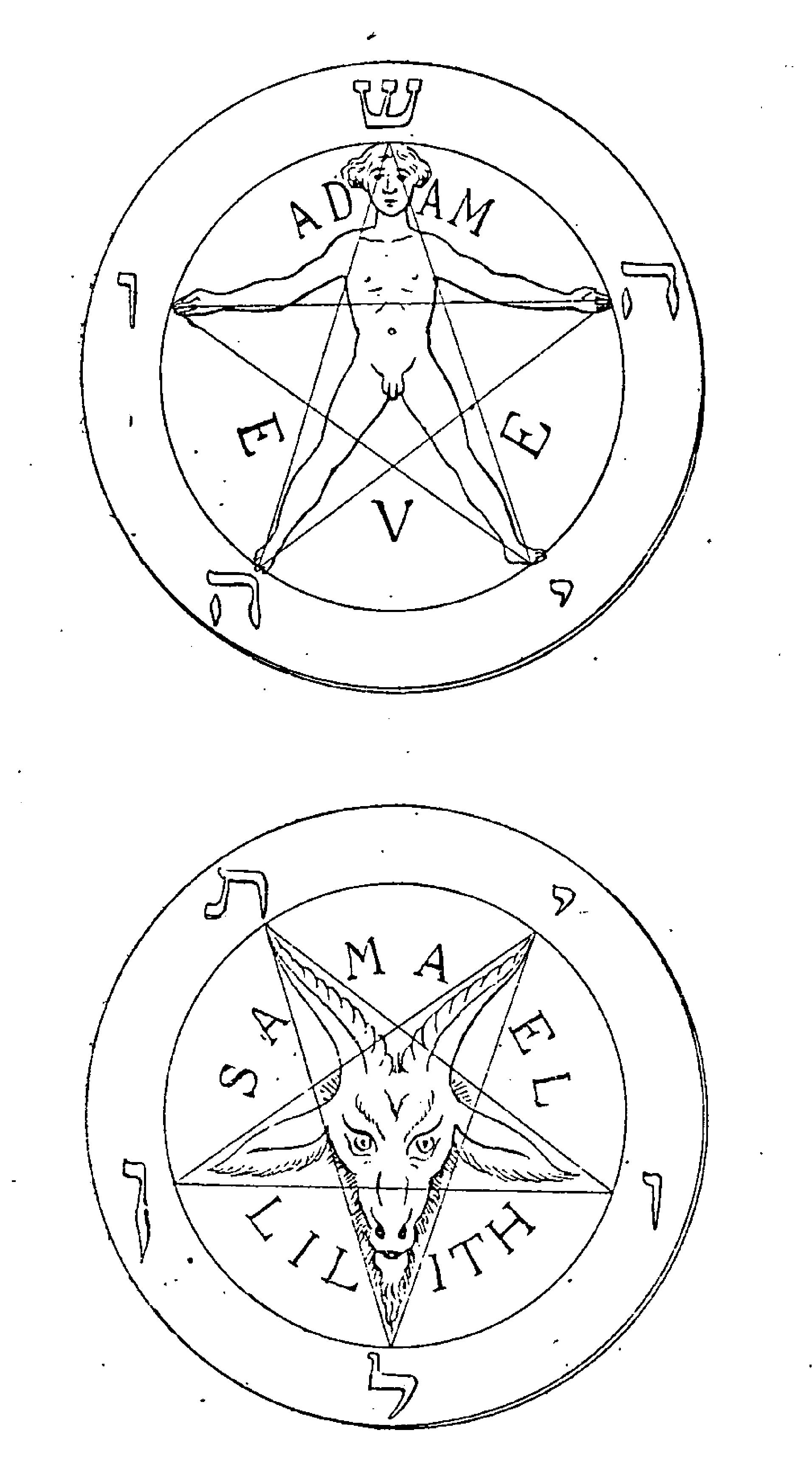
フランスのオカルティストスタニスラス・ド・ガイタによる描画「La Clef de la magie noire」。上の正五芒星は精神が物質を制する状態（神聖）を、下の逆五芒星は物質が精神を制する状態（邪悪）をそれぞれ表象している。

バフォメットが英国で注目を浴び、一般的に使用されるようになったのは、19世紀にテンプル騎士団の弾圧の背景を巡る議論・論争がされた時期以降である。現代の歴史学者の見解は、バフォメットの名前が「ムハンマド」を指す古フランス語の転訛から来ているということで概ね一致している。テンプル騎士団の一部がウトラメールの設立を経てムスリムらを占領する中で、自分たちの信念の体系にイスラム教的な考え方を導入し始めたものと解釈されており、結局これは異端審問官により異端と見なされたということである。一方、アラン・ドゥムルジェはテンプル騎士団員が敵の教義を採用したのではないかという見解を否定している。また、ヘレン・ニコルソンは、テンプル騎士団への告発内容は本質的に「ごまかし」であり、当時騎士団は「まるでおとぎ話に出てくるようなムスリムになったとして告発された」としている。中世のキリスト教徒らは、イスラム教徒は偶像崇拝でありムハンマドを神として崇拝していると思い込んでいた。一部の武勲詩はイスラム教徒がこの種の偶像崇拝を行っていたとしており、例えば聖ホノラトゥスの生涯を描いた1300年のプロバンス語詩には Bafum e Travagan という名の神々が登場する 。また、1235年までに書かれた『Chanson de Simon Pouille』ではイスラム教徒の偶像は Bafumetz と呼ばれている。
19世紀以後はオカルティズムやサタニズムの世界でバフォメットは有名となるが、これにはエリファス・レヴィが描いた黒山羊の頭をもつバフォメットの絵の影響も大きい。

## 同一視
ルシファー、ベルゼブブ、アスタロトに仕える上級六大悪魔の一人である大将のサタナキアと同一視する意見もある。
「サバトの牡山羊」レオナールと同一視・混同される事も多く、レオナールはただサバトを淫行の舞台として利用する矮小化された悪魔として描かれることが多い。

## 姿
両性具有で黒山羊の頭と黒い翼をもつ姿で知られるようになり、魔女たちの崇拝対象となった。ただし必ずしもこの姿に限定されている訳ではない。
19世紀にフランスの魔術師エリファス・レヴィが描いた絵「メンデスのバフォメット」が最も有名。
「メンデス」は、古代エジプトのナイル下流にあった、「デデト」、または、「ジェデト」という町の、後の名称である。ヘロドトスは著書「歴史」において、「メンデス」の聖獣を「山羊」だとしている。これが、「メンデスの雄山羊」の由来である。しかし、実際には「メンデス」の聖獣は「羊」であり、ヘロドトスが誤解（誤記）したものと、考えられている。
なお、キリスト教においては、「羊」と「山羊」は対比される存在であり、『「羊」は善（＝神）、「山羊」は悪（＝悪魔）』、という観念がある。
聖母マリアの象徴であるフルール・ド・リスを上下にひっくり返すと、「メンデスのバフォメット」の頭部になる。これは聖母マリア（に代表される「大地母神＝天の女王」の系譜の女神）とバフォメット（＝悪魔）が、表裏一体の同一の存在であることを示している。また、「聖母マリア＝グノーシス主義の女神ソピアー（ソフィアー）」である。
「メンデスのバフォメット」の頭頂の燭台には「智慧の炎」が灯っている。
「メンデスのバフォメット」の腕には、上がっている方（右腕）に「Solve」（溶解させる）、下がっている方（左腕）に「Coagula」（凝固させる）、と記されている。これは中世錬金術のラテン語「Solve et Coagula」が元であり、「溶かして（分解して）固めよ」「分析して統合せよ」「解体して統合せよ」といった意味となり、卑金属から貴金属を作り出す狭義の錬金術だけでなく、人間の知のあり方や、世界の変革という広義の錬金術にまで、幅広く応用される言葉である。